# Všešportový areál
Le Všešportový areál est un ancien stade principalement de football, mais aussi de basket-ball, d'handball ou de lutte, basé à Košice, en Slovaquie.

## Histoire
Inauguré en 1976 lors du match international de la Tchécoslovaquie contre l'URSS (2-2), le stade accueille plusieurs rencontres internationales de l'équipe dans les années 1990. Après la dissolution de la Tchécoslovaquie, le stade accueille quatre matchs de la Slovaquie avant de fermer deux ans plus tard. 
Le stade a également accueilli les matchs du MFK Košice jusqu'en 1997 et son remplacement par le Lokomotíva Stadium. Le dernier match accueilli par le stade est un match du MFK Košice contre la Juventus en 1997. Il est finalement démoli en 2011.